# Вілла «Ксенія»
Вілла «Ксенія» — вілла кінця XIX — початку XX століття в стилі необароко, пам'ятка архітектури в кримському містечку Сімеїз.

## Історія
Історія вілли «Ксенія» тісно пов'язана із розбудовою курортної зони в Сімеїзі (з середини ХХ століття) та його історією останніх 2-ох століть. Мешканці містечка і приїжджі вважають її місцевою пам'яткою історії та архітектури.

### Передісторія
У Російській імперії було заведено, що вельможі, особливо царі, жалували своїм підлеглим чималі наділи землі, зазвичай, з народом, що там жив. Найбільше такій вислузі раді були військові, адже після кожної вдалої військової кампанії імперія обростала землями, які і розподілялися між загарбниками. Так на кримські землі і прийшли землевласниками: російські графи, царські німці-вислужники та поселенці, кавказькі князі, купецькі роди та попи.
Саме так було і в Сімеїзі, після Російсько-турецької війни (1768—1774 роки) більшість турків-османів з Кримського півострова подались в Османську імперію. Адже російська імператриця Катерина ІІ «дякувала» кримськими землями своїм підданим-військовим. Сімеїзькі землі розділили: князь Наришкін, граф Потоцький, граф Мілютін, князь Кочубей, граф Ревеліоті, граф Мордвинов. Невдовзі на ці землі поклав око російський промисловець і мільйонер Сергій Іванович Мальцев який вирішив збудувати тут курортну зону, і витратив на це чимало зусиль. Загалом, в 1894 році, його діти отримали в Сімеїзі у спадщину маєток площею 567 десятин.
Успадкувавши маєток, брати Мальцеви, столичні придворні, не мали наміру займатися ним і вирішили його продати, але на таку велику територію не було покупця, тоді учинили інакше. Вони намірилися продати його по частинам, та перед тим облагородили цю ділянку: провівши ландшафтні та геологічні дослідження, провівши водогін, каналізацію та мостили вулиці. Тож, коли було запропоновано паї на дачі в селищі, де відпочивала царська родина, то покупців було багато: до 1913 року з 167 дільниць залишилися непроданими 78. Отримавши чималі прибутки, брати подарували місту успадкований ними парк. Нові власники паїв були із заможних родин (і всі намагалися жити ближче до царської родини), тому для своїх вілл вони запросили особливого архітектора Миколу Петровича Краснова, автора проекту Лівадійського палацу, як наслідок, спільними зусиллями, постав комплекс будівель, характерний естетиці російської палацевої архітектури ХХ століття.

### Закладка садиби
Пай землі, на якій стоїть вілла «Ксенія» був куплений 4 грудня 1904 року, Шеншин Іван Володимирович придбав собі ділянку 1030 квадратних сажнів. Незабаром він перепродав майже половину ділянки (400 квадратних сажнів) українській землевласниці Варварі Андріївні Чуйкевич, яка і збудувала на цій території віллу, що зайняла майже всю цю ділянку. Чуйкевич, в ті часи, часто бувала і проживала в Москві, то мала змогу запросити відомих архітекторів, для проекту та побудови дому на узбережжі.
Ідею архітектурного ансамблю та проект від Миколи Краснова довелося втілювати Семенову Якову Петровичу: і допрацьовував проект на місцевості, і будував його, і завершував роботи по благоустрою. Отже, ділянка була забудована: двома житловими корпусами на 28 номерів з кімнатою для обслуги, оглядовим майданчиком, магазинами, рестораном і залом для дозвілля.
У 1913 році власниця маєтку вирішила відписати-продати його своїй родичці (через певні сімейні обставини). Тож 16 листопада 1913 року Марія Соловово (ймовірно, позашлюбна дочка Чуйкевич) стала новою власницею вілли. У часи Першої світової війни курорт почав занепадати і нова власниця не мала часу обживати віллу, тому облаштувала в ньому готель та квартирне бюро.

### Радянські часи занепаду
Після приходу в 1921 році більшовиків всі дачі і пансіонати були націоналізовані. В деяких віллах були облаштовані вже радянські пансіонати і санаторії, а в найкращих поселилися партійні функціонери зі своїми сім'ями. Саме така доля випала на віллу «Ксенія», в ній був готель для більшовиків. Роками пізніше, радянська влада перепрофілювала його в простий будинок з комунальними квартирами.

### Сучасність
Сучасна вілла «Ксенія» закинута усіма споруда (на першому поверсі ще туляться перукарня та магазинчики). Але ця занедбаність принесла додаткову загадковість будівлі і ще більше додали їй специфічної привабливості: оригінальний фасад, внутрішній декор (де-не-де ще зберігся) та кричущий занепад — привертають увагу туристів і екскурсоводи обов'язково включають «будинок з привидами» до програми своїх пізнавальних турів, а кінематографісти послуговуються інтер'єром і екстер'єром будівлі в своїх фільмах. Репутацію «будинку з привидами», ймовірно створює те, що в літній сезон, в «апартаментах» поселяються безхатченки та подорожуючі, які і є тими реальними привидами (без документів, без засобів на існування).
У 2006 році в містян з'явилась надія, що врешті-решт віллу відреставрують, очільники міста передали маєток, разом із сусідньою віллою «Мрія», у власність київської фірми «Банк крові». Та виявилось, що сподівання були марними, оскільки це була афера, яку учинили наближені до Людмили Кучми (дружини колишнього президента України) алкогольні магнати Микола Петренко, Людмила Русаліна та колишні керівники Міністерства охорони здоров'я України. Аферисти жодним чином не долучилися до реставрації вілли «Ксенія». Реальний власник — держава (в особі Фонду держмайна України) навмисне самоусунувся, а будівля ще більше занепадає, тоді як рейдери, під опікою столичних високопосадовців (ймовірно що на їх користь), продовжують юридичні тяжби тепер вони замахнулися на привласнення усієї ділянки, разом з пансіонатом «Південнобережний».

## Власники садиби
Всю історію вілли «Ксенія» супроводжують її загадкові власники:
- Варвара Андріївна Чуйкевич (1845 року народження) — загадкова персона яка на рубежі XIX—XX століть мала намір породичатися з найбагатшим українським землевласником, нащадком двох великих родів Кочубеїв (генерального писаря, якого стратив Іван Мазепа за зраду) та Чуйкевичів (генерального судді війська Запорозького, який теж зрадив Мазепу і взяв собі за дружину його любку — Мотрю Кочубеївну)[14]. Дівчину з небагатого роду не прийняла родина багатіїв, і чимало років минуло коли закохані знову стрілись і вже тоді не було кому їм перечити. А до того Варвара Андріївна Білокрисова (таке її дошлюбне прізвище) змушена була шукати собі іншу партію, та її наївністю скористався гвардієць Алексєєв, будучи учасником відомих аферистів «Червоний валет»[15], коли над ним повис арешт, він утік до Швейцарії, туди ж подалася і закохана Варвара. Але не склалося, гвардієць був убитий, а в молодиці залишилася дитина, тож аби не знеславитися вона попрохала сестру, аби та записала дочку на себе. Повернувшись в Росію, Варвара знайшла нову партію — Віктор Лутковський із небагатого дворянського роду, від нього в неї було ще 2 дітей, один з них Михайло Вікторович Лутковський (полковник царської армії, убитий в 1918 році). Після народження третьої дитини Варвара овдовіла і зблизилася із першою своєю дочкою Марією. А потім була зустріч із Олександром Чуйкевичем, і цього разу вони уже були разом: помагали дітям, займалися меценатством та управляли статками родини Чуйкевичів. Заради Варвари Олександр пішов наперекір світським забобонам і пересудам, відбув покуту за безшлюбність[16]. Необділена любов'ю та статками Варвара придбала для своєї першої дочки земельний наділ в Сімеїзі і збудувала там віллу. Потім була Перша світова війна та революція й переворот в Росії, Варвара Андріївна не покинула свою дочку і переселилася до неї аби її підтримати, там же вона й померла в 28 лютого 1929 року[17].

- Марія Броніславівна Соловова (до шлюбу Гротто-Слепіковська) — незаконнонароджена дочка Варвари Чуйкевич. Дружина Петра Дмитровича Соловова, відомого московського лікаря. Народилася 9 жовтня 1874 року в Женеві, в метриці батьками записані були відставний штабс-капітан Броніслав Гротто-Слепіковский і законна дружина його Софія Андріївна, уроджена Білокрисова (сестра її рідної матері і її чоловік). У 1913 році вілла була переписана на ім'я Марії Соловово, і носила назву «Ксенія», на честь внучки, дочки Марії. Сім'я лікаря Соловова (який мав велику практику, відомість і будував велику клініку) не могла виїхати з Москви, ще й коли почалася війна, тому використовувала маєток в Сімеїзі, як пансіон для відпочинку, навідуючись туди влітку чи по якимось святам, а в інші часи здавали його для гостей міста[18].

- Сімеїзька селищна рада — в часи Радянського Союзу вілла була націоналізована і стала державною власністю, спершу там був готель для приїжджих, а потім заселилися партійні функціонери (біднякам було престижно пожити в апартаментах багатіїв). З роками, частина поселенців виїхала, а решту приміщень влада використовувала в комунальних потребах. Наприкінці 80-х років ХХ століття майже всі мешканці, уже занедбаної «комуналки» виселилися[20]. Коли ж хлинула хвиля депортованих кримських татар, то вони, повернувшись до рідних місць, застали їх заселеними чужинцями, росіянами та партійними функціонерами, тож частина з них поселилася на віллі «Ксенія»[21]. З роками кримчаки вселилися в свої обжиті домівки, а вілла знову стала пусткою (за виключенням «високого курортного сезону» — коли туди вселявся різний «відпочиваючий люд»).

- Микола Петренко і Людмила Русаліна (група компанії «Петрус») — з 2000-х років й надалі було підтримане реноме загадковості: віллу запримітили столичні, київські гості і, ніби ж то для реставрації, зуміли провести аферу із орендою будинку і території. Жодним чином не проводячи відновлювальних робіт, приховані власники таки спонукали журналістів провести кілька журналістських розслідувань. Виявилося, зовсім інші персони стоять за номінальними упорядниками земельної ділянки ЗАТ «Державний науково-виробничий комплекс заготівлі і зберігання аутологічної крові та її компонентів» (або ЗАТ «Банк крові» — Анатолій Магітов і Лідія Петренко), які здурили[22] Фонд держмайна України, Академію медичних наук та Міністерство охорони здоров'я[23] (а, ймовірно, і там теж були зацікавлені персони[24]), що знайшли приватних інвесторів для реставрації та створення там державного відпочинкового закладу для донорів України. Отже, інвесторами виявилися маловідомі київські фірми ТОВ «Аватек» і «Біомедтранс», які отримали на двох 49 % акцій вартістю 3,43 мільйона гривень, за якими стоять уже зовсім інші персони: свита колишнього президента України Леоніда Кучми[25] — алкогольні магнати Микола Петренко та Людмила Русаліна (група компаній Петрус — за ініціалами їх власників). Після тривалих судових тяжб, які більше схожі на юридичне рейдерство: в лютому 2011 року один із співзасновників, ТОВ «Аватек», подав позов до Окружного адміністративного суду Києва з вимогою зобов'язати Фонд майна України продати йому 51 % акцій фірми ЗАТ «Банк крові», а відтак привласнити усі орендовані ними (на 49 років) майнові комплекси. Судова тяганина між групами компанії «Петрус» і державними та муніципальними структурами триває (з по перемінними успіхами — залежить від того хто ближче пристосовується до владних структур і отримує змогу впливати на судові рішення)[26][27].

## Опис будівлі
Архітектурний ансамбль цього «шотландського шале» в стилі північного модерну задумав царський палацевий архітектор — Краснов Микола Петрович. Щоби надати нових архітектурних ноток автор вніс елементи неоготики та палацевої класики готичних часів. Високі покрівлі, шпилі, стрілчасті вікна і сірі фасадні стіни наче в замках півночі Європи, а поряд з ними: великі вікна, відкриті тераси, лоджії — класична архітектура півдня Європи
Триповерхова споруда вілли розташована в самому центрі Сімеїза, на початку кипарисової алеї, зі статуями римської міфології. Будівельними роботами завідував головний забудовник селища — Семенов Яків Павлович, без якого не проводилося жодне будівництво курорту Новий Сімеїз, адже він був його проектантом та опікуном.